# Tight end

La disposizione del Tight End nella linea d'attacco

Il tight end (abbreviato TE) è uno dei ruoli d'attacco di una squadra di football americano, tradotto letteralmente "estremo stretto" (in contrapposizione allo split end nel quale si schiera un wide receiver), è schierato ai lati della offensive line in campo solitamente ne vengono schierati 1, 2, 3 o nessuno a seconda della formazione adottata. 
È forse uno dei ruoli più affascinanti in questo sport perché il tight end è un atleta che riesce a mettere insieme potenza e aggressività nei blocchi (nelle azioni di corsa) e velocità e presa salda nelle azioni di lancio.
In questo ruolo vengono pertanto scelti solitamente uomini grossi ma al contempo rapidi per la loro stazza, in maniera da essere in grado sia di bloccare sia di correre uno schema da ricevitore.
Deve essere quindi molto abile nel fare blocchi contro i difensori avversari per proteggere il runningback e anche abile a ricevere, nelle azioni di lancio, staccandosi dalla linea.
Durante il posizionamento è l'unico giocatore della linea d'attacco insieme al quarterback che può muoversi da un estremo all'altro del campo, sbilanciando in questo modo la difesa.